# Царёв, Вадим Юрьевич
Вадим Юрьевич Царёв (2 мая 1949, Измаил — 8 апреля 2019, Москва) — советский и российский философ, историк культуры, эссеист, автор радио- и телевизионных программ.

## Биография
Родился в Измаиле, в семье служащих Советского Дунайского государственного пароходства.
В 1972 году окончил философский факультет МГУ по кафедре истории зарубежной философии. Кандидат философских наук — диссертация посвящена гипокритической (иронико-иносказательной) манере самовыражения канадского философа, литературного критика и обществоведа Маршалла Маклюэна (Маклуэна), получившего известность как исследователь воздействия на культуру печатных и электронных средств коммуникации. В 1992—1994 годах работал экспертом Горбачёв-Фонда. Один из первых грантье Фонда Сороса в России (грант International Foundation Cultural Initiative — Международного фонда «Культурная инициатива», 1990 год). Начиная с 1973 года прошёл в высшей школе все ступени преподавательства («казённокоштного золоторотства просвещения» по В. О. Ключевскому): с 1987 года доцент, c 1993 — профессор, вёл курсы философии, культурологии и культур-антропологии в учебных заведениях России (в том числе в МГУ и РГГУ), а также в университетах дальнего зарубежья. В 2003 году от преподавания отошёл, но в 2008-11 гг. прочёл курсы лекций по истории русской и зарубежной философии для студентов Высшей школы (факультета) телевидения МГУ.
В 1995—1997 гг. был автором и ведущим еженедельных программ «Жар-Птица» и «Умострой» на христианском «Радио-София». В 2003—2005 гг. на ФГУП ГТК "Телеканал «Культура» — автор сценариев и ведущий циклов телевизионных фильмов «Слово и Дело. Крымские этюды» и «Образ и Действительность», посвящённых философии в России. Тесно сотрудничает с Библиотекой истории русской философии и культуры «Дом А. Ф. Лосева», где в 2008—2009 годах провёл цикл кинобесед о русских идеетворцах. Научные интересы устойчиво связаны с европейской (включая и русскую) культурой высоких достижений.
Член Союза писателей России.
Член Союза журналистов России
Член редакционного совета серии «Мир. Хаос. Порядок» Товарищества научных изданий КМК.
Действительный член теоретико-дискуссионного клуба «Свободное слово» при Институте философии РАН.
Эссеистика в Интернете и печатных СМИ: журналы — «Вопросы философии», «Дружба народов», «Знание — сила», «Искусство кино», «Политический журнал», «Российский обозреватель», «Родина»; газеты «Век», «Литературная», «Независимая», «Общая», «Россія», «Русская мысль» и др..
Умер 8 апреля 2019 года. Прах захоронен на Троекуровском кладбище.

## Награды и звания
- Лауреат премии журнала «Знание-сила» за цикл эссе под общим названием «Российский умострой» (1993 г.)[8]
- Медаль «В память 850-летия Москвы»
- Ветеран труда

## Фильмография

### Фильмы
- «Дорога в тысячу ли». Фильм снят Творческим объединением «Мысль» для программы «Институт человека» в 1991 году. Сценарий Алексея Горовацкого и Льва Николаева, режиссёр Алексей Горовацкий, оператор Юрий Назаров, звукооператор Алексей Улитин. В фильме участвовали Сергей Аверинцев, Вяч. Вс. Иванов, Александр Кинг, Вадим Межуев, Эрик Соловьёв, Вадим Царёв. Продолжительность фильма 40 мин. Первый эфир на ЦТ — осень 1991 года.
- «О Божественной тишине». Фильм снят Студией научно-популярных и просветительских программ для программы «Институт человека» в 1993 году. Сценарий и режиссура Алексея Горовацкого, операторы Владимир Агафонов, Владимир Кудрявцев, Алексей Егоров. В фильме участвовали Михаил Новиков, Вадим Царёв, Елена Шанина. Продолжительность фильма — 40 мин. Первый эфир на ЦТ −1993 год.
- «В поисках утраченного дома». Фильм снят Студией научно-популярных и просветительских программ для программы «Институт человека» в 1993 году. Сценарий и режиссура Алексея Горовацкого, оператор Виктор Дурандин. В фильме участвовали Евгений Бачурин, Юрий Пиковский, Вадим Царёв. Продолжительность фильма — 40 мин. Первый эфир на ЦТ — конец 1993 года.
- «Предчувствие третьего тысячелетия». Фильм снят студией «Омега ВЛ» по заказу канала «Культура» в 1999 году. Сценарий и режиссура Алексея Горовацкого, операторы Алексей Стражнов и Михаил Фёдоров. В фильме участвовали Вадим Царёв и Борис Шапиро-Тулин. Продолжительность — 40 мин.
- «Свеча и Меч» (часть I — «Свеча и меч»; часть II — «Меч и свеча»). По заказу ГТРК «Культура», 2000 г. Автор сценария Вадим Царёв, соведущие Ирина Лапина и Вадим Царёв, режиссёр Алексей Горовацкий, оператор Виктор Дурандин. Продолжительность фильма 40 мин. Первый эфир на канале «Культура» состоялся в мае 2001 года. Повторы — на канале «Новый день» (Первый канал) в декабре 2002 года.
- «Наше наследие. 5. Натали. После Пушкина». Режиссёры Татьяна Малова, Алексей Горовацкий. Сценаристка Татьяна Басова. Операторы Вячеслав Гусев, Михаил Тимофеев, Валентин Халтурин. Участвуют в фильме: Татьяна Рожнова, Андрей Битов, Галина Седова,Лидия Карнаухова, Вадим Царёв. Производство: продюсерский центр «Голдмедиа», ГТРК «Культура» совместно с журналом «Наше наследие». Продолжительность фильма 26 мин. Первый эфир на канале «Культура» 2012.07.17.
- «Наше наследие. 7. Гроза над русским Версалем». Режиссёры Татьяна Малова, Алексей Горовацкий. Сценаристка Татьяна Басова. Операторы Вячеслав Гусев, Михаил Тимофеев, Валентин Халтурин. Участвуют в фильме: Ольга Фролова, Мария Нащокина, Владимир Длугач, Андрей Битов, Вадим Царёв. Производство: продюсерский центр «Голдмедиа», ГТРК «Культура» совместно с журналом «Наше наследие». Продолжительность фильма 26 мин. Первый эфир на канале «Культура» 2012.07.19.

### Сериалы
- «Слово и Дело. Крымские этюды». Художественно-документальный сериал, снят в продюсерском центре «Голдмедиум» на грант Министерства печати РФ по заказу ГТРК «Культура» в 2002 году. Автор сценария и ведущий Вадим Царёв, режиссёр Алексей Горовацкий, оператор Валентин Халтурин. 10 фильмов. Продолжительность каждого фильма 26 мин. Первый эфир на канале «Культура» — март 2003 года, повторы: июль 2003 и лето-осень 2004 годов:

- «Тако молитеся и спасены будете» (Аввакум Петрович);
- «О повреждении нравов в России» (Михайло Щербатов);
- «Герой одного письма» (Пётр Чаадаев);
- «Исходить в разных направлениях» (Николай Данилевский);
- «Неузнанный гений» (Константин Леонтьев);
- «Не взрыв, но всхлип» (Владимир Соловьёв);
- «Лир русской революции» (Пётр Кропоткин);
- «Опавшие листья» (Василий Розанов);
- «Дальняя дорога» (Питирим Сорокин);
- «Святитель Лука» (Валентин Войно-Ясенецкий).

- "Образ и Действительность. («Слово и Дело-2»). Художественно-документальный сериал, снят в продюсерском центре «Голдмедиум» по заказу ГТРК «Культура» в 2004 году. Автор сценария и ведущий Вадим Царёв, режиссёр Алексей Горовацкий, оператор Валентин Халтурин. 10 фильмов. Продолжительность каждого фильма 26 мин. Первый эфир на канале «Культура» — ноябрь 2004 года:

- «Образ и действительность» (О русских мыслителях и философах XX в. Манифест сериала);
- «Нескучный сад» (Вяч. Ив. Иванов);
- «Согласие противоречий» (Дмитрий Мережковский);
- «Объединение сердец» (Николай Рёрих);
- «Небесный лик» (Павел Флоренский);
- «Не плакать, не смеяться, а понимать» (Алексей Лосев);
- «Побеждать, не раня» (Юрий Лотман);
- «Хронотоп» (Михаил Бахтин);
- «В стихиях зримого мира» (Лев Гумилёв);
- «Серебряная ночь пророка» (Даниил Андреев).

## Печатные публикации
- Время башен и время пашен//«Знание — сила», № 10, 1993.
- Входы, выходы и всходы//«Искусство кино», № 2, 2003.
- Высшая цель искусства — государство?//«Политический журнал», № 22(25) от 28.06.04.
- Глобализм, культуризм и культ-туризм//«Искусство кино», № 7, 1998.
- Европеизм и русские реформы//Культура и реформа — М.: Горбачёв-Фонд, 1993.
- Есть ли у нас оппозиция//«Российский обозреватель», № 3, 1997.
- Жёлтый дом на Волхонке//Свободное слово. Интеллектуальные хроники. Альманах 2007/2008- М.: ИФ РАН, 2008 .
- Закон резинки от трусов//«Политический журнал», № 25(28) от 19.07.04 .
- Идея для России: почва, корни, плоды//«Российский обозреватель», № 3, 1997.
- Какую Россию мы уже теряем //Свободное слово. Интеллектуальные хроники. Альманах 2005/2006- М.: Русский путь, 2006.
- К кому возвращается блудный сын?//«Знание — сила», № 9, 1994.
- Китай: в предчувствии будущего//Свободное слово. Интеллектуальные хроники. Альманах 2005/2006 — М.:Русский путь, 2006.
- Кто в сапогах//«Искусство кино», № 1, 2003.
- Легенда о Великом Растиньяке//«Искусство кино», № 12, 1998.
- Луна для России//«Знание — сила», № 9, 1993.
- Любовь к повапленным гробам//«Искусство кино», № 11, 1998.
- Меняем Шиллера на Мыллера//"Век " от 30.11 — 6.12.2001, № 47 (463).
- Мы открываем Америку//«Искусство кино», № 4, 1993.
- Надкризисное образование//Образование в конце XX века. — «Вопросы философии»,№ 9,1992.
- Наше открытие Америки//«Знание — сила», № 5, 1993.
- Невольноотпущенники//Перестройка: 10 лет спустя — М.: Апрель, 1995.
- Новые русские//«Российский обозреватель», № 5, 1995.
- Новые узкие//«Искусство кино», № 1,1995.
- Нужен новый империализм//«Россія» от 27.12.2001 — 9.01.2002. .
- Ожлобленные и оскорблённые//Перестройка: 10 лет спустя.- М.: Апрель,1995.
- Он. Она. Оно. Смешение полов и сумерки культуры//«Искусство кино», № 9, 1994.
- От знания к пониманию: А. А. Зиновьев//Свободное слово. Интеллектуальные хроники. Альманах 2007/2008 — М: ИФ РАН,2008.
- Перестройка: весёлый триптих//«Знание — сила», № 9, 1995.
- По эту сторону того света. Авангардизм и реализм сегодня и всегда// «Общая газета» от 22-28.01.1998, № 3 (233).
- Повреждения — наслаждения — наваждения//«Искусство кино», № 11, 2002.
- Послесоветское искусство в поисках…//«Искусство кино», № 6,1966.
- Проблема взаимоотношения полов — это проблема самобытности каждого из полов.//Гендерные исследования в России: состояние и перспективы.- М.:Университет Калгари — Горбачёв-Фонд, 2000.
- Ритуаленький цветочек//«Искусство кино», № 3, 1995.
- Российская элита от Александра II до…//«Родина», № 1, 1995.
- Россия и Украина//«Дружба народов», № 9, 1997.
- Россияне в океане//«Знание — сила», № 9, 1993.
- Сами с Windowcaми//«Искусство кино», № 12, 2002.
- Секрет НТВ — в гибельном обаянии неподлинности//«НГ-сценарии», от 10.07.2001.
- Слово и Дело: послесловие//Бюллетень Библиотеки истории русской философии и культуры «Дом А. Ф. Лосева». Вып.9.- М.:Водолей,2009
- Служение или бизнес// Свободное слово. Интеллектуальные хроники. Альманах 2005/2006- М.: Русский путь, 2006.
- Социальная политика Путина // Свободное слово. Интеллектуальные хроники. Альманах 2005/2006 — М.:Русский путь,2006.
- Социальное и эстетическое в развитии европейской культуры//Из истории западно-европейской культуры. — М.: МГУ, 1979.
- Социально-культурные горизонты «маклюэнизма»//Культура, образование, молодёжь. — М.: ИНИОН, 1988, р. № 34865.
- Старая пыль и новая быль//«Знание — сила», № 4, 1994.
- Старый спор, старинный спорт//«Искусство кино», № 10, 1998.
- Стиль и судьба: самодвижение совокупных культурных тел//Проблемы теории и истории культуры — Деп. в М.: ИНИОН, 1993, р. № 47921.
- Страна оград//«Родина», № 5-6, 1993.
- Странный поэт Пушкин// Свободное слово. Интеллектуальные хроники. Альманах 2005/2006 — М.: Русский путь, 2006.
- Телеканал «Культура» и культура//«Искусство кино», № 1, 1999, с. 5-19.
- Упыри-пупыри-попурри//«Независимая газета», № 155(3226) от 27.07.2004.
- Фразы//«Литературная газета», № 22 от 22.12.1971.
- Феномен свободомыслящего человека// Свободное слово. Интеллектуальные хроники. Альманах 2005/2006- М.: Русский путь, 2006.
- Художник и время. Художник и власть//«Кулиса-НГ. Культура и искусство» от 20.04.2001, № 7 (66).
- Экуменичество, еретичество и электричество//«Искусство кино», № 8, 1998.
- Элита у разбитого корыта//«Искусство кино», № 10, 2002.
- Элиты крови и элиты брови// «Русская мысль», № 4117, 14 — 20 марта 1996.
- XX век и мы// Свободное слово. Интеллектуальные хроники. Альманах 2006/2007- М.: ИФ РАН, 2007.